# Chi Cá nục
Chi Cá nục (danh pháp khoa học: Decapterus) là một chi cá biển thuộc họ Cá khế (Carangidae). Đây là nhóm cá có giá trị dinh dưỡng và kinh tế, được khai thác thu hoạch phổ biến nhiều nơi trên thế giới để làm thực phẩm hoặc sử dụng để làm cá mồi.

## Đặc điểm sinh học

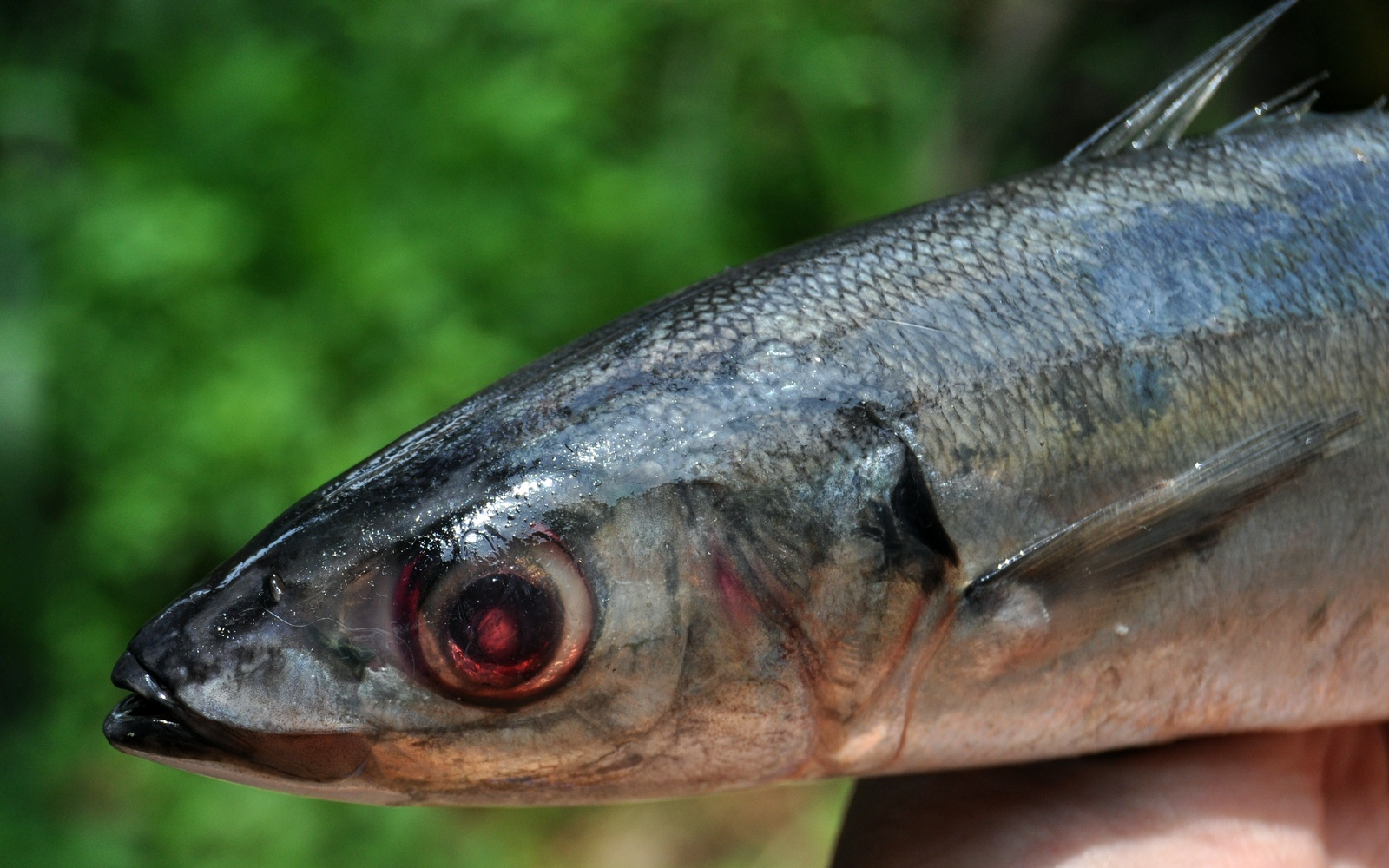
Cấu trúc một con cá nục - Phần đầu

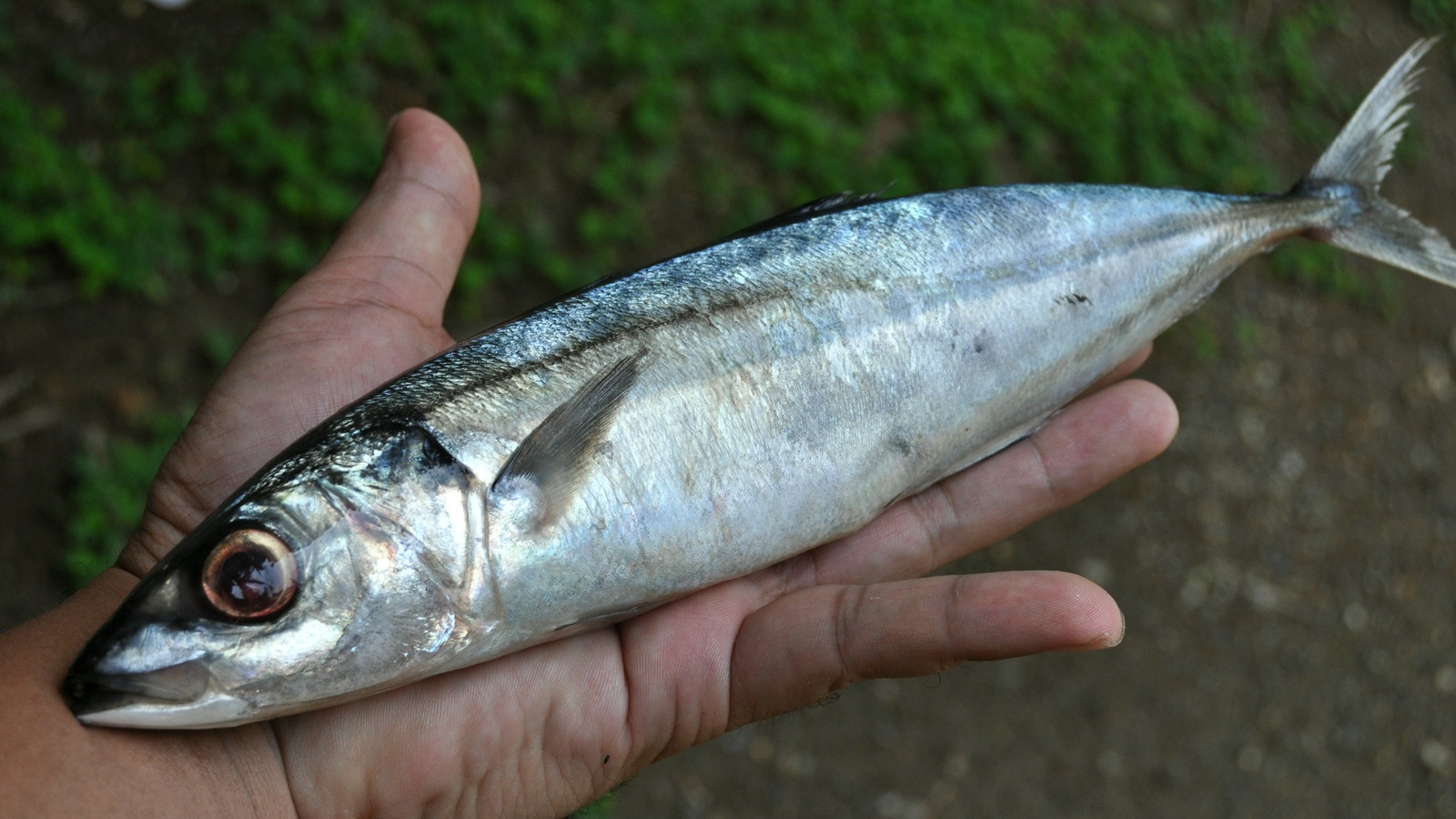
Cấu trúc một con cá nục - Toàn thân

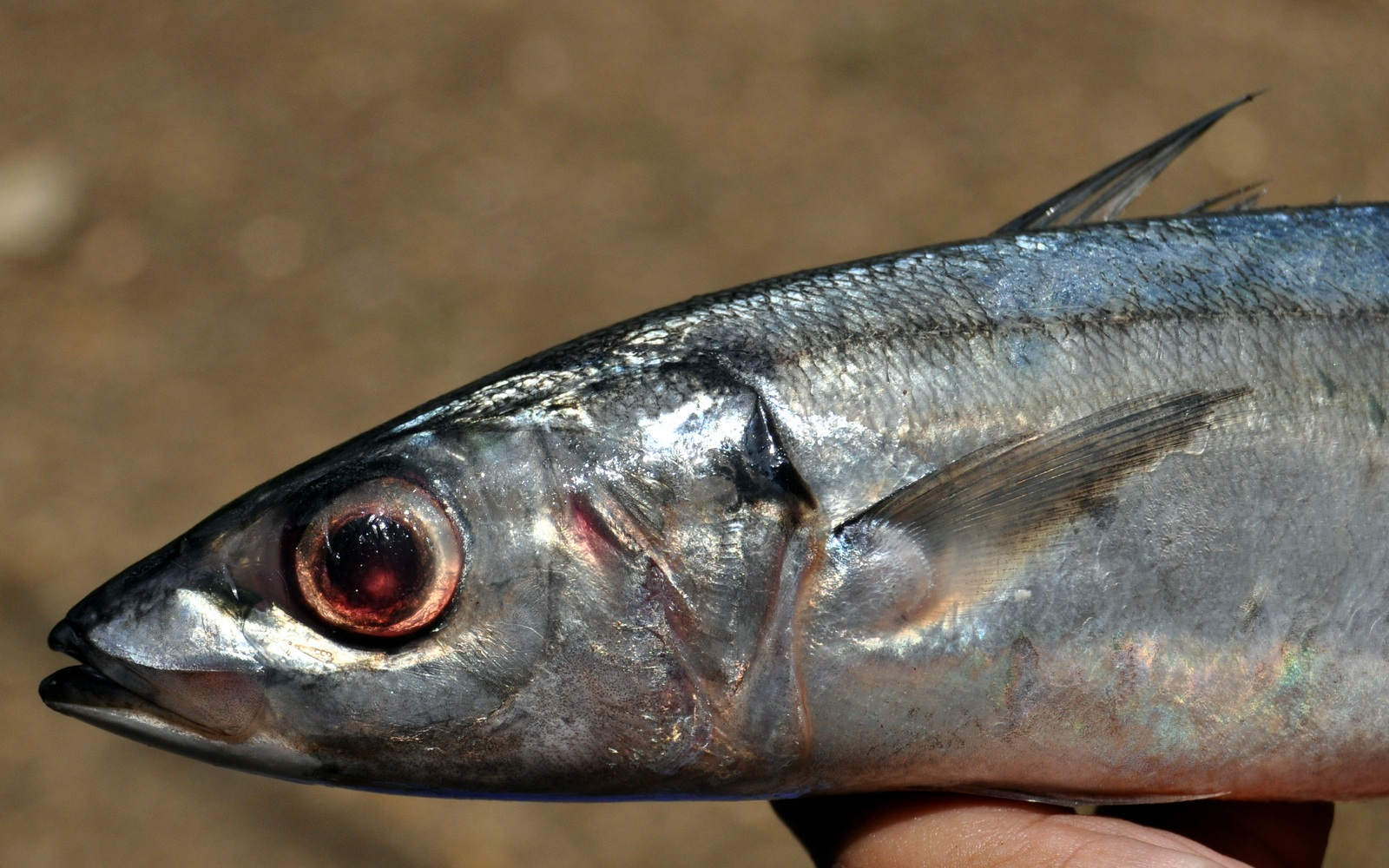
Cấu trúc một con cá nục - Phần đầu

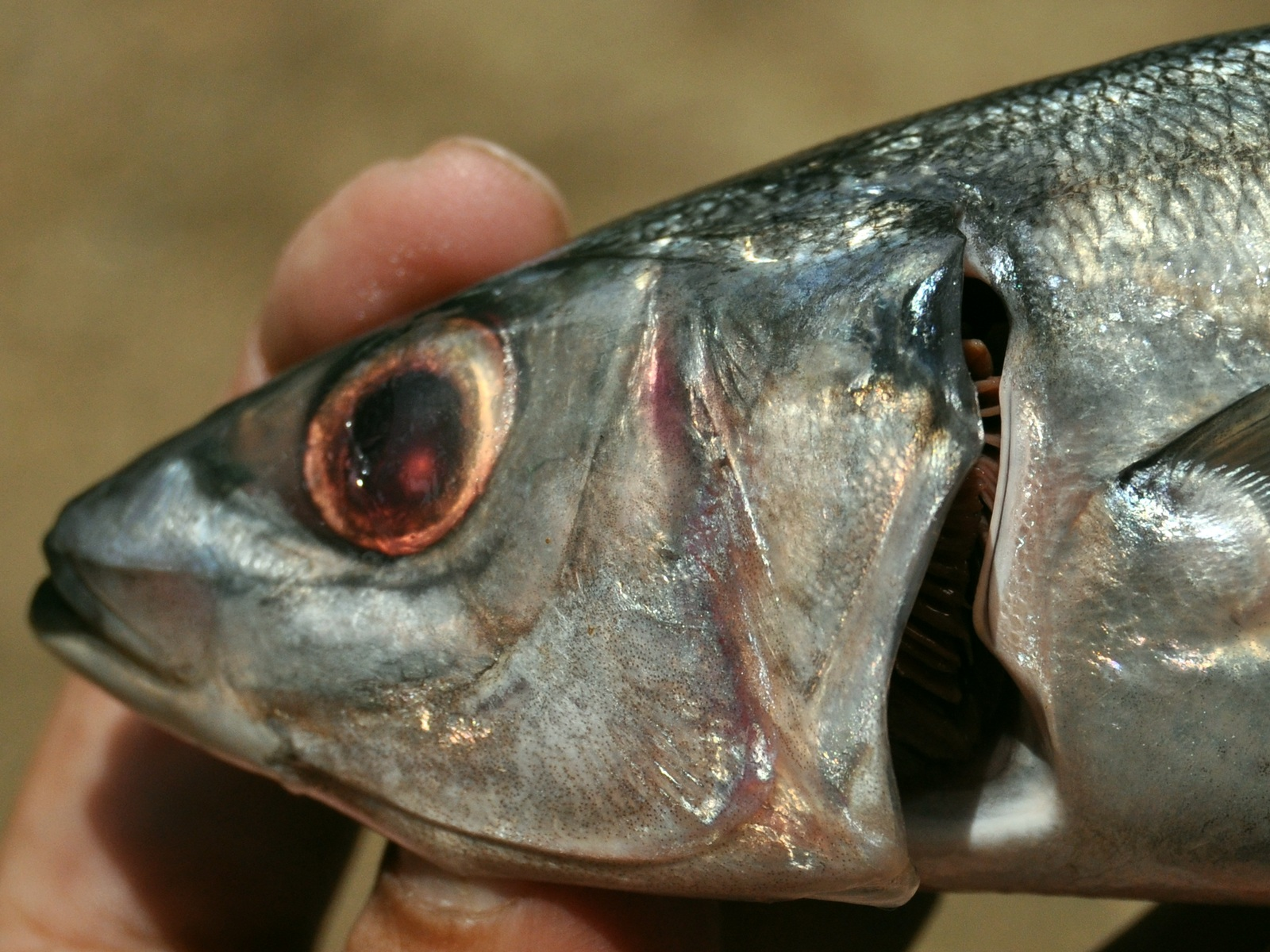
Cấu trúc một con cá nục - Đầu và mang

Cá nục có đặc điểm là cơ thể có tiết diện ngang gần tròn, hơi dẹt bên, kích thước nhỏ, có khi dài 40 cm. Cá có vây phụ nằm sau vây lưng thứ hai và vây hậu môn. Mùa sinh sản của cá nục là vào tháng 2 và tháng 5. Trung bình mỗi con cái đẻ từ 25 đến 150 nghìn trứng. Thức ăn chính của các nục là tôm, động vật không xương sống.
Ở Việt Nam, vào tháng 7, khi miền Trung bắt đầu có gió nam thì cá nục cũng vào mùa rộ. Chúng trồi lên tầng mặt ở những vùng biển cạn, nơi có nhiều bùn và phiêu sinh vật, để đẻ và kiếm mồi. Mùa biển động, chúng lặn xuống tầng sâu.

## Các loài
Chi Cá nục này gồm 12 loài:
- Decapterus akaadsi T. Abe, 1958
- Decapterus koheru (Hector, 1875)
- Decapterus kurroides Bleeker, 1855: Cá nục đỏ, cá nục đỏ đuôi, cá nục giời[1]
- Decapterus macarellus (G. Cuvier, 1833)
- Decapterus macrosoma Bleeker, 1851: Cá nục thuôn, cá nục chuối[1]
- Decapterus maruadsi (Temminck & Schlegel, 1843): Cá nục sò, cá nục gai[1]
- Decapterus muroadsi (Temminck]] & Schlegel, 1844)
- Decapterus punctatus (G. Cuvier, 1829)
- Decapterus russelli (Rüppell, 1830)
- Decapterus scombrinus (Valenciennes, 1846)
- Decapterus smithvanizi Seishi Kimura, Katahira & Kuriiwa, in press[2]
- Decapterus tabl Berry, 1968

## Một số loài

### Cá nục sồ
Cá nục sồ hay cá nục sò có tên khoa học là Decapterus maruadsi (Tên tiếng Anh: Round scad), phân bố ở Vịnh Bắc Bộ, vùng biển miền Trung và Đông, Tây Nam Bộ. Cá nục sồ là nguồn nguyên liệu khai thác quan trọng của ngư dân với mùa vụ khai thác là quanh năm. Sản lượng khai thác cao, kích thước cá để khai thác là từ 90-200 mm. Hình thức khai thác chủ yếu là lưới vây, lưới kéo, vó, mành. Sau khi khai thác, cá nục được chế biến thành các dạng sản phẩm đông lạnh tươi, chả cá, cá khô, đóng hộp, các sản phẩm phối chế khác, làm mắm.

### Cá nục thuôn
Tên khoa học là Decapterus russelli (tên cũ là Decapterus lajang), phân bố ở Vịnh Bắc Bộ, vùng biển miền Trung và Đông, Tây Nam Bộ. Cá nục thuôn cũng là nguồn nguyên liệu khai thác quan trọng của ngư dân với mùa vụ khai thác là quanh năm. Sản lượng khai thác cao, kích cỡ cá để khai thác là từ 100–230 mm. Hình thức khai thác chủ yếu là lưới vây, lưới kéo, vó, mành. Sau khi khai thác, cá nục được chế biến thành các dạng sản phẩm đông lạnh tươi, phi lê, chả cá, cá khô, đóng hộp, các sản phẩm phối chế khác, làm mắm.

## Khai thác tại Việt Nam
Cá nục là nguồn thu nhập cho một số ngư dân ở vùng ven biển Việt Nam. Đặc biệt là ngư dân ba xã huyện đảo Lý Sơn và xã Bình Châu, huyện Bình Sơn tỉnh Quảng Ngãi. Ở đây, trung bình một tàu, thuyền trên 45 mã lực mỗi đêm đánh bắt tại ngư trường Lý Sơn được 3 đến 5 tấn cá nục.
Mỗi ngày tư thương thu mua khoảng 100 tấn cá nục, cá biệt có ngày thu mua đến 300 đến 400 tấn. Với giá thu mua 1 tấn cá nục có giá khoảng 15 triệu đồng, mỗi ngày đoàn tàu đánh cá nục thu về bình quân 1,3 đến 1,5 tỷ đồng.
Cá nục có thịt ngon và giàu dinh dưỡng được nhiều người ưa thích. Ở Việt Nam, các loài cá nục có giá trị kinh tế là cá nục sò (D. maruadsi) sống ở tầng mặt và cá nục đỏ (D. kurroides), ngoài ra còn có cá nục thuôn (D. russelli).

## Các món ăn từ cá nục
Cá nục được dùng làm nguyên liệu chính cho nhiều món ăn khoái khẩu ở Việt Nam  như: Cháo cá nục dừa xiêm, cá nục nướng mỡ chài, salat cá nục rau diếp, cá nục kho lá chè, có nục kho me, cá nục kho cà ...

## Hình ảnh

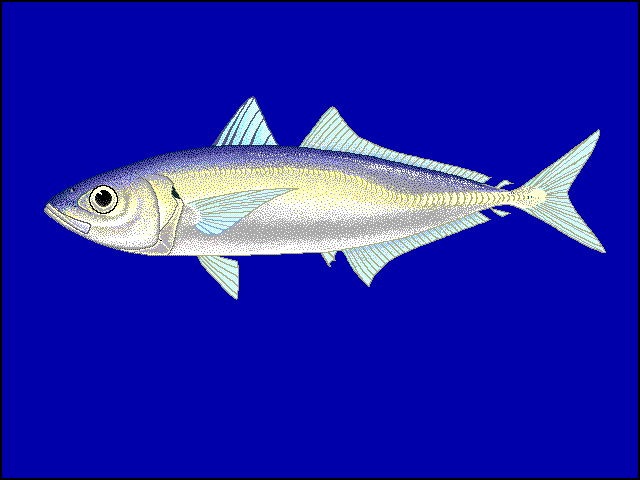
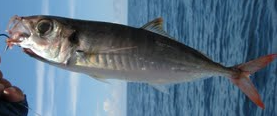